# Mariangela Virgili
Mariangela Virgili (8. září 1661, Ronciglione – 10. listopadu 1734, tamtéž) byla italská karmelitánská terciářka.

## Život
Narodila se 8. září 1661 v Ronciglione.
K povolání zasvětit se Bohu ji nabádalo rodinné prostředí, ve kterém vyrůstala. Chtěla vstoupit do Řádu karmelitánů, ale finanční situace to neumožnila. Pro vstup do řádu bylo potřeba darovat věno. Mariangela začala žít klášterní život doma. Pomáhala vdovám, sirotkům a dalším. Její pomoc byla tak výrazná, že někteří lidé se jí několikrát pokusili o život.
V 38 letech vstoupila do III. karmelitánského řádu. Spolu s Rosou Venerini přispěla k otevření domu pro výchovu mladých dívek.
Zemřela 10. listopadu 1734.

## Proces svatořečení
Proces byl zahájen 11. února 1778 v diecézi Civita Castellana.